# Komondor
De komondor of Hongaarse herdershond is een hondenras.

## Uiterlijk
De komondor heeft een robuust lichaam. Hij heeft een dichte, viltige, lange, ivoorkleurige vacht. De oren zijn middelhoog ingeplant. Reuen (mannetjes) hebben een schofthoogte van 70-80 centimeter, teven (vrouwtjes) van 65-70 centimeter. Reuen bereiken een gewicht van 50-60 kilogram, teven van 40-50 kilogram.

## Karakter
De komondor is een zelfstandige hond. Hij is waaks, moedig, sociaal, trouw en blaft enkel als het nodig is. Hij is wantrouwig tegenover vreemden.

## Verzorging
De komondor wordt nooit geborsteld of gekamd, zodat zich de rastypische viltige vacht kan vormen. Wanneer men de hond wil wassen of baden moet er rekening mee worden gehouden dat de vacht lange tijd nodig heeft om te drogen.
Australian stumpy tail cattle dog ·
Australische herder ·
Australische veedrijvershond ·
Bearded collie ·
Beauceron ·
Belgische herder ·
Bergamasco ·
Berghond van de Maremmen en Abruzzen ·
Bobtail ·
Boheemse herder ·
Bordercollie ·
Bouvier des Ardennes ·
Bouvier (des Flandres) ·
Briard ·
Ca de bestiar ·
Cão da Serra de Aires ·
Cão de fila de São Miguel ·
Catalaanse herder ·
Ciobanesc romanesc carpatin ·
Ciobanesc romanesc mioritic ·
Duitse herder ·
Hollandse herder ·
Karpatische herdershond ·
Kelpie ·
Komondor ·
Kroatische herder ·
Kuvasz ·
Lancashire heeler ·
Miniature American Shepherd ·
Mudi ·
Picardische herdershond ·
Polski owczarek nizinny ·
Puli ·
Pumi ·
Pyrenese herdershond ·
Saarlooswolfhond ·
Schapendoes ·
Schipperke ·
Schotse herdershond ·
Sheltie ·
Slovenský čuvač ·
Tatrahond ·
Tsjecho-Slowaakse wolfhond ·
Welsh corgi Cardigan ·
Welsh corgi Pembroke ·
Zuid-Russische owcharka ·
Zwitserse witte herder